# Ojmjakon
Ojmjakón (in russo Оймяко́н?; in jacuto Өймөөкөн, Öymöökön) è un villaggio e comune localizzato presso il fiume Indigirka nel nord-est della Repubblica di Sacha-Jacuzia nell'est della Siberia, in Russia. Ha circa 800 abitanti. È la località abitata con la temperatura più bassa mai registrata (-71,2 °C)
Ogni anno, in gennaio, è sede della cosiddetta “maratona più fredda del mondo”.

## Etimologia del nome
Nel linguaggio locale ojmjakon significa ‘acqua non congelata’: tale termine potrebbe essere stato attribuito al villaggio a causa della sua vicinanza ad una sorgente calda naturale. Secondo un'altra ipotesi, il nome deriverebbe invece da ejumu (hэйуму), che nella lingua sacha significa ‘lago ghiacciato’.

## Clima
Ojmjakon è uno dei candidati, insieme a Verchojansk e Tomtor, per l'appellativo di polo nord del freddo (i "poli del freddo" sono i posti nell'emisfero sud e nord dove è stata registrata la temperatura più bassa dell'aria) in quanto il 6 febbraio 1933 fu registrata una temperatura di −67,7 °C.
Ad ogni modo c'è un monumento intorno alla piazza principale che parla di un valore di −71.2 °C che sarebbe stato raggiunto nel gennaio 1926, ma in questo caso si tratta di un dato estrapolato. Infatti questi valori vengono calcolati a partire dalle normali differenze termiche tra le zone in quelle condizioni. 
In estate invece la temperatura media è di soli 13,5 °C, cioè 22 °C massima, 5 °C minima.
| Ojmjakon (1991-2020) Fonte: | Mesi         | Mesi         | Mesi         | Mesi         | Mesi         | Mesi        | Mesi        | Mesi         | Mesi         | Mesi         | Mesi         | Mesi         | Stagioni | Stagioni | Stagioni | Stagioni | Anno  |
| Ojmjakon (1991-2020) Fonte: | Gen          | Feb          | Mar          | Apr          | Mag          | Giu         | Lug         | Ago          | Set          | Ott          | Nov          | Dic          | Inv      | Pri      | Est      | Aut      | Anno  |
| --------------------------- | ------------ | ------------ | ------------ | ------------ | ------------ | ----------- | ----------- | ------------ | ------------ | ------------ | ------------ | ------------ | -------- | -------- | -------- | -------- | ----- |
| T. max. media (°C)          | −42,1        | −35,8        | −19,8        | −3,0         | 9,7          | 20,0        | 23,0        | 18,5         | 9,1          | −8,3         | −30,2        | −41,9        | −39,9    | −4,4     | 20,5     | −9,8     | −8,4  |
| T. media (°C)               | −45,7        | −42,2        | −30,2        | −12,7        | 3,5          | 12,7        | 15,3        | 10,8         | 2,5          | −13,8        | −34,4        | −45,0        | −44,3    | −13,1    | 12,9     | −15,2    | −14,9 |
| T. min. media (°C)          | −49,3        | −47,6        | −39,2        | −22,9        | −3,5         | 4,4         | 6,9         | 3,2          | −3,3         | −19,2        | −38,8        | −48,3        | −48,4    | −21,9    | 4,8      | −20,4    | −21,5 |
| T. max. assoluta (°C)       | −16,6 (1980) | −12,5 (2014) | 2,0 (1952)   | 11,7 (1984)  | 26,2 (1971)  | 31,6 (2021) | 34,6 (2010) | 33,1 (2011)  | 23,7 (2000)  | 11,0 (1954)  | −2,1 (1968)  | −6,0 (1980)  | −6,0     | 26,2     | 34,6     | 23,7     | 34,6  |
| T. min. assoluta (°C)       | −71,2 (1926) | −67,7 (1933) | −60,6 (1951) | −46,4 (1950) | −28,9 (1946) | −9,7 (2003) | −9,3 (1966) | −17,1 (1968) | −25,3 (1955) | −47,6 (1952) | −58,5 (1960) | −62,8 (1984) | −71,2    | −60,6    | −17,1    | −58,5    | −71,2 |
| Nuvolosità (okta al giorno) | 5,7          | 5,6          | 5,2          | 5,7          | 7,2          | 7,3         | 7,1         | 7,1          | 7,5          | 7,1          | 6,5          | 5,6          | 5,6      | 6,0      | 7,2      | 7,0      | 6,5   |
| Precipitazioni (mm)         | 6            | 7            | 5            | 5            | 15           | 39          | 46          | 38           | 24           | 13           | 13           | 7            | 20       | 25       | 123      | 50       | 218   |
| Giorni di pioggia           | 0            | 0            | 0,03         | 0,4          | 10,0         | 17,0        | 17,0        | 18,0         | 13,0         | 1,0          | 0,0          | 0,0          | 0,0      | 10,4     | 52,0     | 14,0     | 76,4  |
| Nevicate (cm)               | 24           | 28           | 30           | 24           | 3            | 0           | 0           | 0            | 0            | 0            | 6            | 15           | 67       | 57       | 0        | 6        | 130   |
| Giorni di neve              | 23           | 23           | 16           | 10           | 9            | 1           | 0,2         | 0,3          | 9,0          | 21,0         | 23,0         | 20,0         | 66,0     | 35,0     | 1,5      | 53,0     | 155,5 |
| Giorni di nebbia            | 1            | 0,1          | 0,03         | 0,2          | 1,0          | 3,0         | 5,0         | 7,0          | 4,0          | 1,0          | 0,3          | 2,0          | 3,1      | 1,2      | 15,0     | 5,3      | 24,6  |
| Umidità relativa media (%)  | 75           | 74           | 72           | 68           | 60           | 59          | 65          | 70           | 73           | 79           | 77           | 74           | 74,3     | 66,7     | 64,7     | 76,3     | 70,5  |
| Vento (direzione-m/s)       | NE 0,2       | W 0,3        | W 0,6        | W 1,4        | W 2,4        | W 2,4       | W 1,9       | W 1,8        | W 1,7        | W 1,1        | NE 0,3       | NE 0,2       | 0,2      | 1,5      | 2,0      | 1,0      | 1,2   |

## Popolazione
Abitanti censiti